# Skywriter
Albums de The Jackson 5
Lookin' Through the Windows
(1972) Get It Together
(1973)
Singles
1. Corner of The Sky
2. Hallelujah Day
3. Skywriter

Skywriter est le sixième album studio du groupe américain The Jackson Five, sorti sous le label Motown le 29 mars 1973. 

## Informations
L'album Skywriter s'est vendu à 2,2 millions d'exemplaires. En 2009, la chanson qui porte le même nom que l'album, Skywriter, a été remixée pour l'album The Remix Suite, cette version s'intitule Skywriter (Stargate Remix). L'album Skywriter est réédité en janvier 2010.

## Pochette
Photo : Leandro Correa

## Titres
1. Skywriter (Jerry Marcellino / Mel Larson) — 3:11
2. Hallelujah Day (Christine Yarian / Freddie Perren) — 2:50
3. The Boogie Man (Deke Richards) — 3:00
4. Touch (Frank Wilson / Pam Sawyer) — 3:02
5. Corner Of The Sky (Stephen Schwartz) — 3:32
6. I Can't Quit Your Love (Kathy Wakefield / Leonard Caston) — 3:17
7. Uppermost (Clifton Davis) — 2:30
8. World Of Sunshine (Jerry Marcellino / Mel Larson) — 2:48
9. Ooh, I'd Love To Be With You (Fonce Mizell / Larry Mizell) — 2:52
10. You Made Me What I am (The Corporation) — 3:03